# Gävle Bro
Gävle Bro är ett serviceställe utanför Gävle, mellan stadsdelarna Andersberg och Fridhem, med en broliknande konstruktion (restaurangbro) över E4:an. Anläggningen har bland annat rastplats, restaurang, bensinmackar och livsmedelsbutiker, och invigdes den 15 december 1987. Servicestället har helt egna avfarter från motorvägen, mellan trafikplatserna Gävle södra och Johanneslöt, men det är även möjligt att nå området via mindre vägar från Gävle.
Byggnaden spänner över motorvägen E4 med två ingångar, en från väster och en från öster. Vid den östra ingången finns bland annat bensinstationen och snabbköpet Circle K och vid den västra ingången hittar man Preem. Inne i byggnaden finns en restaurang, Dinners, med utsikt över vägtrafiken. Gävle Bro har många likheter med Nyköpingsbro, som byggdes ungefär samtidigt.

## Galleri

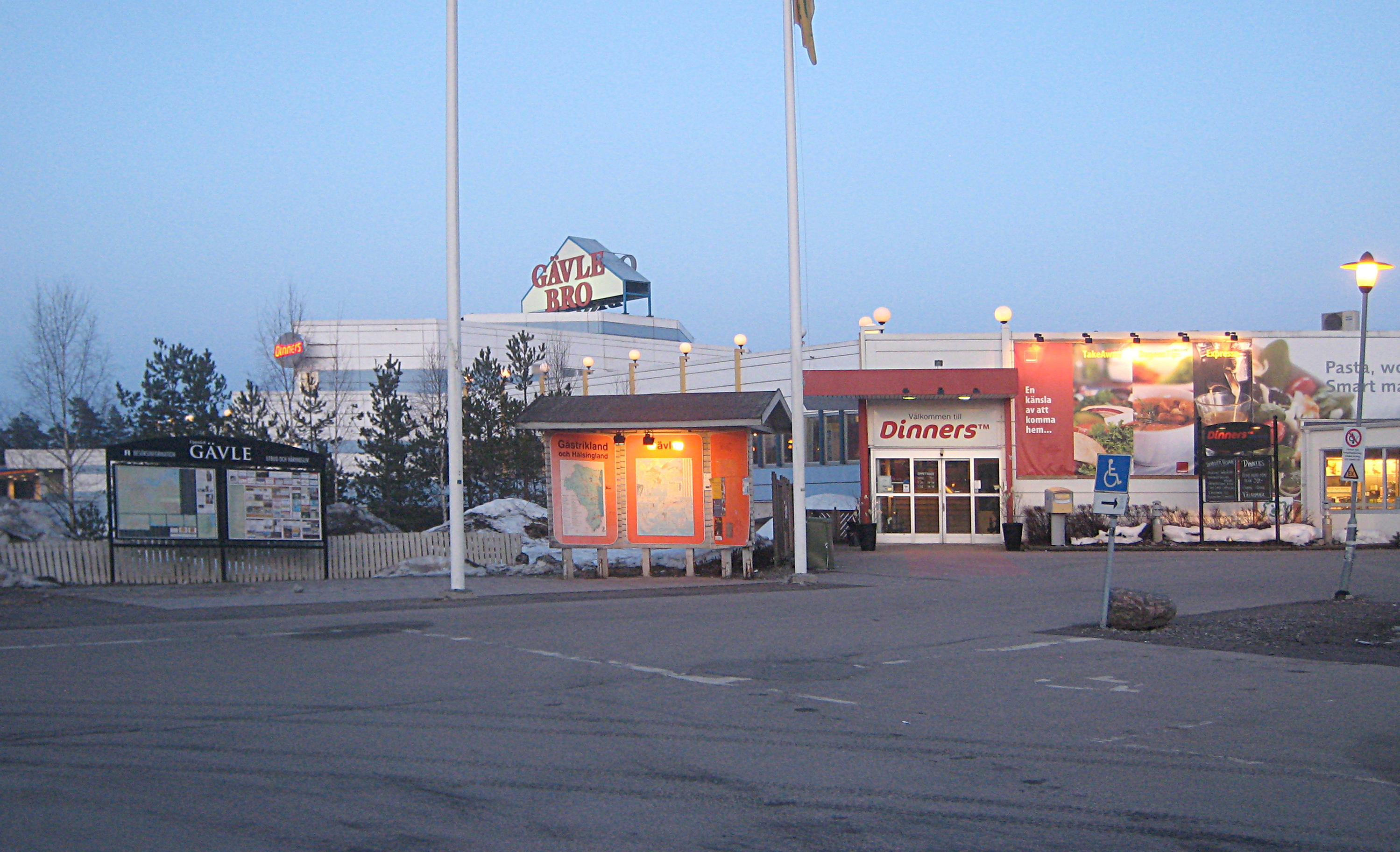
Parkeringsplats vid den västra ingången av Gävle Bro.